# Nasdaq, Inc.

Altes Logo

Die Nasdaq, Inc. (vormals NASDAQ OMX Group) mit Sitz in New York ist einer der größten internationalen Börsenbetreiber, der im Februar 2008 aus der Fusion von NASDAQ und OMX entstand. Zur Nasdaq, Inc gehören neben der NASDAQ unter anderem die Börsen Stockholm, Helsinki und Kopenhagen (als „Nasdaq OMX Nordic“) sowie unter der Bezeichnung „Nasdaq Baltic“ die Börsen Riga, Tallinn und Vilnius.

## Hintergründe
Im Oktober 2008 erwarb die NASDAQ OMX Group 22 Prozent an der European Multilateral Clearing Facility (EMCF) von der Fortis-Bank.
Im Juni 2013 erwarb die NASDAQ OMX Group die Firmenbereiche Investor relations, Public Relations and Multimedia Solutions von Thomson Reuters. Die Anzahl der Firmenkunden wurde mit diesem Kauf auf über 10.000 Kunden erweitert.  Insgesamt sind an den Börsen der Nasdaq, Inc. über 3.700 Unternehmen notiert, deren Gesamtwert im Jahr 2017 mit 10 Billionen US$ angegeben wird.

### NASDAQ OMX Europe
NASDAQ OMX Europe (auch Neuro) ist ein im März 2008 gegründetes Tochterunternehmen der NASDAQ OMX Group mit Sitz in London, das das gleichnamige, im September 2008 in Betrieb genommene multilaterale Handelssystem betreibt. Die Bewerbung um offizielle Zulassung wurde im April 2008 an die Financial Services Authority (FSA) übermittelt. Ziel des MTFs ist es, nach und nach die liquidesten europäischen Aktien zu handeln.
Genau wie NASDAQ baut auch NASDAQ OMX Europe auf dem elektronischen INET-System auf.

### International Securities Exchange
Im März 2016 gab die Nasdaq Inc. bekannt, dass sie von der Deutschen Börse die Aktienoptionsbörse International Securities Exchange (ISE) übernehmen werde. Der Kaufpreis beträgt 1,1 Mrd. US-Dollar in bar.

## Börsen
- Nasdaq (New York)
- Börse Kopenhagen
- Börse Stockholm
- Börse Helsinki
- Börse Island
- Börse Tallinn
- Börse Riga
- Börse Vilnius
- Nasdaq Canada
- Nasdaq Philadelphia
- Nasdaq Boston